# Heinrich Kunnert
Heinrich Josef Rudolf Kunnert (* 17. April 1904 in Mödling; † 27. April 1979 in Leoben) war Bibliothekar und Archivar im Burgenland und in der Steiermark. Vor seinem Ruhestand war der Hofrat Vorstand der Kulturabteilung des Amtes der Burgenländischen Landesregierung.

## Leben und Wirken

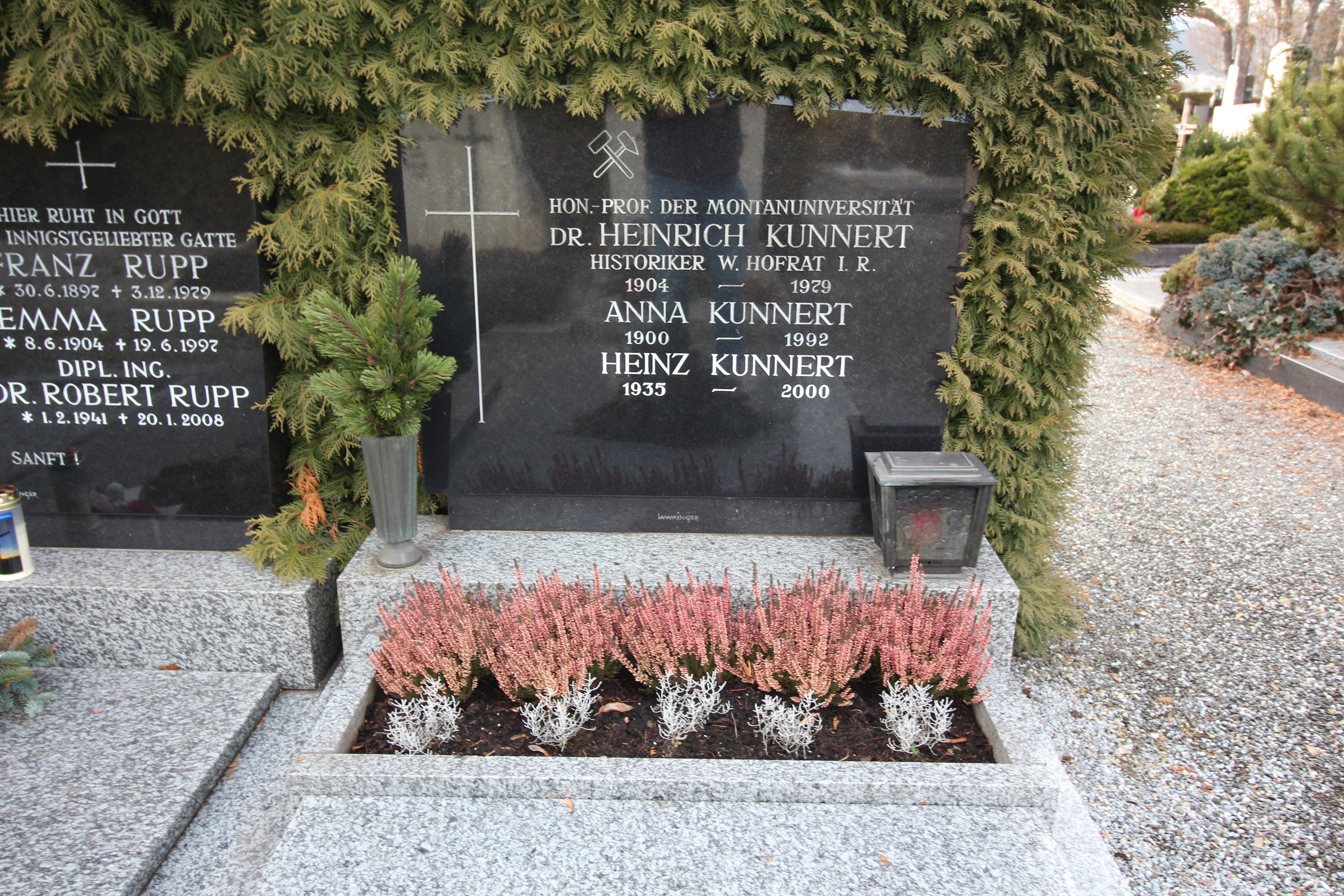
Das Grab der Familie Kunnert am Zentralfriedhof Leoben (2023).

Heinrich Kunnert wurde am 17. April 1904 als Sohn des aus Iglau an der böhmisch-mährischen Grenze stammenden Mittelschulprofessors und klassischen Philologen Heinrich Samuel Gustav Kunnert (* 25. Oktober 1874; † ?) und dessen Ehefrau Anna (geborene Zahlbruckner; * 25. oder 26. April 1884; † ?) in deren Haus bei der Adresse Jasomirgottgasse 5 in Mödling geboren und am 1. Mai 1904 auf den Namen Heinrich Josef Rudolf getauft. Die Eltern hatten am 26. Juli 1903 in der Pfarrkirche Tribuswinkel geheiratet. In seiner Geburtsstadt besuchte Kunnert nach der Volksschule das Bundesgymnasium und Bundesrealgymnasium Keimgasse. Dort weckte für seinen künftigen Beruf sein aus Eisenstadt stammende Geschichte- und Geografielehrer Viktor Jovanovic, der ein Verfechter des Anschlusses des Burgenlandes an Österreich war. Nach der Matura studierte er an der Universität Wien Geschichte und Geographie, sowie Archiv- und Bibliothekskunde. Seine Promotion erhielt er am 13. Dezember 1927; in seiner Dissertation Beiträge zur Geschichte des Bergbaues im Berggerichtsbezirk Schladming befasste er sich mit der Geschichte des Schladminger Bergbaus von 1304 bis 1616. Sein Doktorvater war der Historiker und Archivar Oswald Redlich.
Nach kurzer Tätigkeit am Historischen Seminar der Universität Wien begann er am 2. November 1928 als Sachbearbeiter für Bibliotheks- und Archivwesen in der Kulturabteilung des Amtes der Burgenländischen Landesregierung. Der kleine Archivbestand des noch jungen Bundeslandes befand sich zum damaligen Zeitpunkt in Bad Sauerbrunn in einer Villa. Erst 1930 übersiedelte er mit Fertigstellung des neuen Landhauses nach Eisenstadt. Über die laufende positive Entwicklung des Archivs und der Landesbibliothek berichtete er in der Zeitschrift Burgenland, Vierteljahrshefte für Landeskunde, Heimatschutz und Denkmalpflege, die bis 1931 erschien, und ab 1932 in der Zeitschrift Burgenländische Heimatblätter, wo er auch zum Redaktionsstab zählte. Politisch gehörte Kunnert von 1923 bis 1933 der Großdeutschen Volkspartei an. 1933 trat er der NSDAP bei (Mitgliedsnummer 1.629.643).
Am 16. Dezember 1934 heiratete er in der Grabenkirche in Graz die rund vier Jahre ältere Handarbeitslehrererin Anna Schalk. Kunnert lebte zu dieser Zeit in einer Beamtenwohnung in der damaligen Rheinlandstraße. Aus dieser Ehe stammt der Sohn Heinz (1935–2000). Sechs Jahre nach der Hochzeit trat er mit 28. Dezember 1940 aus der Kirche aus.
Umfassend beteiligt war er auch an den Ausstellung 10 Jahre Burgenland sowie am Erscheinen des ersten Burgenlandführers. Von Bedeutung waren auch die Sicherung der Archive verschiedener Herrschaften im Burgenlandes. Unterstützung fand er dabei durch seinen späteren Nachfolger Karl Homma. In den Jahren 1935/36 schuf er auch das jüdische Zentralarchiv, das heute noch komplett erhalten ist.
Nach dem Anschluss konnte er ein Zerreißen des burgenländischen Archivs auf die Reichsgaue Niederdonau und Steiermark verhindern, indem er in Eisenstadt ein Filialarchiv einrichtete, dessen Leitung er weiter innehatte. Er war Kreis- und Hauptstellenleiter für Kultur der NSDAP und Beauftragter des Referates „Grenz- und Ausland“. Ab 1943 war er aber auch Leiter der Außenstelle Eisenstadt des Sicherheitsdienstes der SS.
Nach dem Krieg floh er vor der Roten Armee in die Britische Besatzungszone, wo er zuerst als Bibliothekar in Schladming arbeitete. Wegen seiner Tätigkeit in der NSDAP wurde er 1948 vor Gericht gestellt, wurde aber in den meisten Anklagepunkten freigesprochen und nur zu einer kurzen Haftstrafe verurteilt.
Im Jahr 1950 bekam er die Aufgabe das Bildungsreferat der Kammer für Arbeiter und Angestellte in Leoben für die Obersteiermark aufzubauen und war somit nach dem Zweiten Weltkrieg Kulturreferent der AK in Leoben.
Im Jahr 1958 kehrte er an seine alte Arbeitsstelle in Eisenstadt zurück, wo er zum Leiter der burgenländischen landesamtlichen Abteilung für Allgemeine Kulturangelegenheiten ernannt wurde. Für sein Wirken wurde ihm 1962 der Amtstitel Wirklicher Hofrat verliehen. Die leitende Funktion übte er bis zur Pensionierung im Jahr 1967 aus. 1969 wurden seine besonderen Verdienste um das Burgenland durch die Herausgabe einer Festschrift (Burgenländische Forschungen. Sonderheft II. Eisenstadt, 1969), in der sein Freund und Fachkollege Fred Sinowatz das Vorwort verfasste, gewürdigt.
In seiner Pension war Leoben sein Wohnort, wo er sich mit der Bergbaugeschichte beschäftigte. Für die von ihm beim Jubiläumssymposium „Die Bergstadt Pribram in der Wissenschaft und Technik“ gehaltenen Vorträge „Der Schladminger Bergbrief und seine Verbreitung“ sowie „Der Bergbau in Jachymov/Joachimsthal im Spiegel eines Reiseberichts aus dem Jahre 1781“ wurde er vom Komitee des Symposiums mit der Silbernen Symposiumsmedaille „Scientiae rerum montanarum Pripram“ ausgezeichnet.
Mit Erlass vom 22. November 1972 bestätigte das Bundesministerium für Wissenschaft und Forschung den Beschluss des Professorenkollegiums der Montanistischen Hochschule Leoben Kunnert die Lehrbefugnis für Bergbaugeschichte als Honorarprofessor zu verleihen. Bereits seit 1965 war er Lehrbeauftragter für „Beiträge zur Geschichte des Bergwesens“ gewesen und konnte dadurch seine Forschungstätigkeit mit dem akademischen Lehramt verbinden. Einem Zeitungsartikel aus dem Jahr 1973 zufolge hatte Kunnert im Laufe seines Lebens rund 150 wissenschaftliche Aufsätze, vor allem auf dem Gebiet der Bergbaugeschichte, der burgenländischen Landeskunde, des Bibliotheks- und Archivwesens und der Süd-Ost-Forschung verfasst. Außerdem gehörte er seit dessen Gründung 1967 dem Ausschuss für Montangeschichte des Bergmännischen Verbandes als stellvertretender Vorsitzender an.
Am 27. April 1979 starb er in Leoben und wurde auf dem Leobener Zentralfriedhof beerdigt.

## Publikationen (Auswahl)
- Das Ennstal und seine Berge mit Ausseerland und Paltental (1949)